# Klaus Düsing
Klaus Düsing (* 3. September 1940; † 8. Juli 2023 in Hilchenbach) war ein deutscher Philosoph und Hochschullehrer.

## Leben
Er studierte Philosophie, Germanistik und Klassische Philologie (bes. Latinistik) an den Universitäten Köln und Zürich. Nach der Promotion 1967 zum Dr. phil. an der Universität Köln und der Habilitation 1975 an der Ruhr-Universität Bochum war er von 1975 bis 1980 Privatdozent, später Professor in Bochum. Von 1980 bis 1983 war er Universitätsprofessor an der Universität Siegen. Seit 1983 war er Universitätsprofessor an der Universität zu Köln.
Seine Forschungsgebiete waren klassische deutsche Philosophie von Kant bis Hegel, Philosophie der Antike, moderne Subjektivitätstheorien und praktische Philosophie.
Düsings Ehefrau Edith ist ebenfalls Philosophin.

## Schriften (Auswahl)
- Hegel und die Geschichte der Philosophie. Ontologie und Dialektik in Antike und Neuzeit. Darmstadt 1983, ISBN 3-534-07959-0.
- Selbstbewußtseinsmodelle. Moderne Kritiken und systematische Entwürfe zur konkreten Subjektivität. München 1997, ISBN 3-7705-3232-5.
- Fundamente der Ethik. Unzeitgemäße typologische und subjektivitätstheoretische Untersuchungen. Stuttgart 2005, ISBN 3-7728-2369-6.
- Subjektivität und Freiheit. Untersuchungen zum Idealismus von Kant bis Hegel. Stuttgart–Bad Cannstatt 2013, ISBN 978-3-7728-2614-6.